# Marți, oamenii sunt sparți, miercuri, oamenii sunt cercuri
„Marți, oamenii sunt sparți, miercuri, oamenii sunt cercuri”  („The Sliced-Crosswise Only-On-Tuesday World”) este o povestire științifico-fantastică a scriitorului american Philip José Farmer, publicată prima dată în 1971 în New Dimensions 1: Fourteen Original Science Fiction Stories. Povestirea a constituit ulterior baza trilogiei de romane a lui Farmer Dayworld.

## Rezumat
Din cauza suprapopulării extreme a Pământului, cetățenii din anul 2055 sunt constrânși să stea în „pietrificatoare” - cilindri care suspendă întreaga activitate atomică și subatomică din corp - asta în fiecare zi a săptămânii, cu excepția celei căreia îi sunt repartizați. Tom Pym experimentează doar ziua de marți, dar tânjește să cunoască o femeie frumoasă, Jennie Marlowe, care se trezește doar în zilele de miercuri. El îi lasă lui Jennie un mesaj audio, dar ea îi răspunde cu sugestia ca el să o uite. Pentru a fi alături de Jennie, Tom încearcă să-și schimbe ziua alocată în miercuri, dar asta implică birocrație guvernamentală semnificativă. Un psihiatru influent, doctorul Traurig (în limba germană cu sensul de „trist”), după ce a văzut cilindrul lui Jennie, este de acord că viața lui Tom ar fi mai bună miercuri și aprobă cererea sa. Cu toate acestea, Tom se trezește miercuri doar ca să constate că cilindrul lui Jennie lipsește; ea, în schimb, a fost mutată marți.

## Primire
Atât Terry Carr, cât și Lester del Rey au selectat povestirea pentru a fi inclusă în culegerile lor de povestiri considerate „cele mai bune ale anului”, ceea ce o face să fie singura povestire din volumul New Dimensions 1 care a fost selectată de două ori. Mike Ashley scrie că povestirea nu a fost originală, dar totuși de actualitate la prima publicare. Greenberg și colab., în antologia din 1975 Social Problems Through Science Fiction, descrie povestirea lui Farmer ca fiind „semnificativă din punct de vedere sociologic, precum și lectură fascinantă [...] Farmer nu are o «soluție» la problema suprapopulației în parametrii obișnuiți ai răspunsurilor propuse. El descrie totuși cât de diferită ar putea fi o lume inundată de oameni.” Michael Smith a descris povestirea ca reprezentând „poate cel mai extrem exemplu de libertate constrânsă într-un viitor supraaglomerat”.

## Legături externe
en  Istoria publicării lucrării Marți, oamenii sunt sparți, miercuri, oamenii sunt cercuri la Internet Speculative Fiction Database